# ريان (أوكلاهوما)
ريان (بالإنجليزية: Ryan, Oklahoma)‏ هي مدينة تقع بولاية أوكلاهوما في الولايات المتحدة. تبلغ مساحة هذه المدينة 2.3 (كم²)، وترتفع عن سطح البحر 275 م، بلغ عدد سكانها 831 نسمة في عام 2010 حسب إحصاء مكتب تعداد الولايات المتحدة.

## أعلام
- تشاك نوريس
- فلويد تيلمان

## وصلات خارجية
- The US50 - Cities and Towns in Oklahoma State